# 七略
『七略』（しちりゃく）は、中国前漢の劉向・劉歆父子により編纂された、朝廷の蔵書目録。
『七略』自体は散佚して現存しないが、『漢書』芸文志の基礎部分として残っている。あるいは類書などに引用されて佚文が残っている。

## 成立
初め、劉向は成帝時期の宮中の蔵書（「秘書」）を校閲し、その解題（「叙録」）を一書にまとめ、『別録』（べつろく）という書名を附した。劉向は、秘書を六芸・諸子・詩賦・兵書・術数・方技の六類に分類した。劉向自身が叙録を撰したのは、六芸・諸子・詩賦の三類のみであり、残り三類は、その道の専門家に委ねた。叙録には、編目、校書の経過、撰者の伝歴、書名の意、著作の由来、書物の内容と批判、偽書の分別、学派や評価などが記されていた。『別録』は佚して伝わらないが、一部の書物の叙録（『戦国策』『荀子』『管子』『晏子』『韓非子』『列子』『鄧析子』の七編の叙録）が残っている。劉向の死により、子の劉歆が引き継いだが、歆は父の『別録』を簡素化し、『七略』とした。

## 内容
図書分類法として七つの分類項目（「略」）によって構成されるため、「七略」と題される。但し、1番目の「輯略」は全体の総目的な項目であるため、実際の分類は六種分類である。また、後世の四部分類と比較すると、「六芸略」が「経部」、「諸子部」が「子部」、「詩賦略」が「集部」に相当する。また、「兵書略」「術数略」「方技略」は、四部分類では、兵家類や術数類などとして、「子部」に含まれる項目であり、それらの兵家や方術家が、漢代においては、諸子とは別に扱われていたことを示している。更に、劉向・劉歆の時代には、四部分類中の「史部」が、まだ独立していなかったことを示している。
1. 輯略
2. 六芸略
3. 諸子略
4. 詩賦略
5. 兵書略
6. 術数略
7. 方技略

『七略』の内容は、上記の七つの「略」の下に、「易家」や「書家」などの細分類を設け、各書物の書名・巻数などの事項を記していた。また、現在の『漢書』「芸文志」の各分類の冒頭に置かれる「小序」が、『七略』の「輯略」に当たるものと考えられている。

## 関連文献
- 姚振宗「七略別録佚文」『師石山房叢書』開明書店、1936年
- 余嘉錫著、古勝隆一､嘉瀬達男､内山直樹訳注『古書通例：中国文献学入門』＜東洋文庫＞775、平凡社、2008年 ISBN 9784582807752